# Jardín de la Seda
El jardín de la Seda es un parque público de la ciudad de Murcia (Región de Murcia, España), inaugurado en 1990. Se encuentra situado en el barrio de San Antón en el distrito Norte de la capital murciana, concretamente en el solar que previamente ocupaba una fábrica sedera que estuvo activa hasta mediados del siglo XX y le otorgó el nombre.

## Historia

### Los antecedentes del jardín
El actual Jardín de la Seda se encuentra situado junto al cauce (hoy soterrado) de las históricas acequias Aljufía y Caravija que por este lugar penetrarían al arrabal de la Arrixaca, aprovechando un paso por la ya desaparecida puerta del muro del arrabal conocida como Bâb al-Yawza, durante el periodo de dominio musulmán de la ciudad en la Edad Media. También, en las inmediaciones se encontraba la Puerta de Molina, que durante mucho tiempo fue una de las principales receptoras de los viajeros que arribaban a la ciudad desde el norte.
Las fuentes nos indican que en el siglo XV quedó establecida en las inmediaciones una ermita consagrada a San Lázaro y un hospital que posteriormente quedaron al cuidado de la hermandad de San Antón, origen de la ermita de San Antón que hay en la actualidad y que da nombre al barrio.
Posteriormente se establecería en el solar del actual jardín la hermandad de San Diego, cuyos monjes levantaron allí un convento que estuvo activo hasta las desamortizaciones de los bienes eclesiásticos que se produjeron por todo el país durante el siglo XIX.
Es tras la desamortización, cuando ese solar servirá como espacio para situar una nueva fábrica de sedas, conocida como la fábrica Mayor, para diferenciarla de la "Pequeña" que es como se conocía a otra de la firma francesa Payen. Su presencia dinamizará la economía del barrio. La fábrica estará produciendo hasta mitad del siglo XX, cuando una fuerte crisis de la sericultura y su industria que afectará a toda España a finales de la centuria, motivada por epidemias y una creciente competencia extranjera, principalmente italiana, terminará por sentenciar su cierre y demolición dando paso a finales de siglo a acometer la construcción del jardín.

### Construcción del jardín y reformas

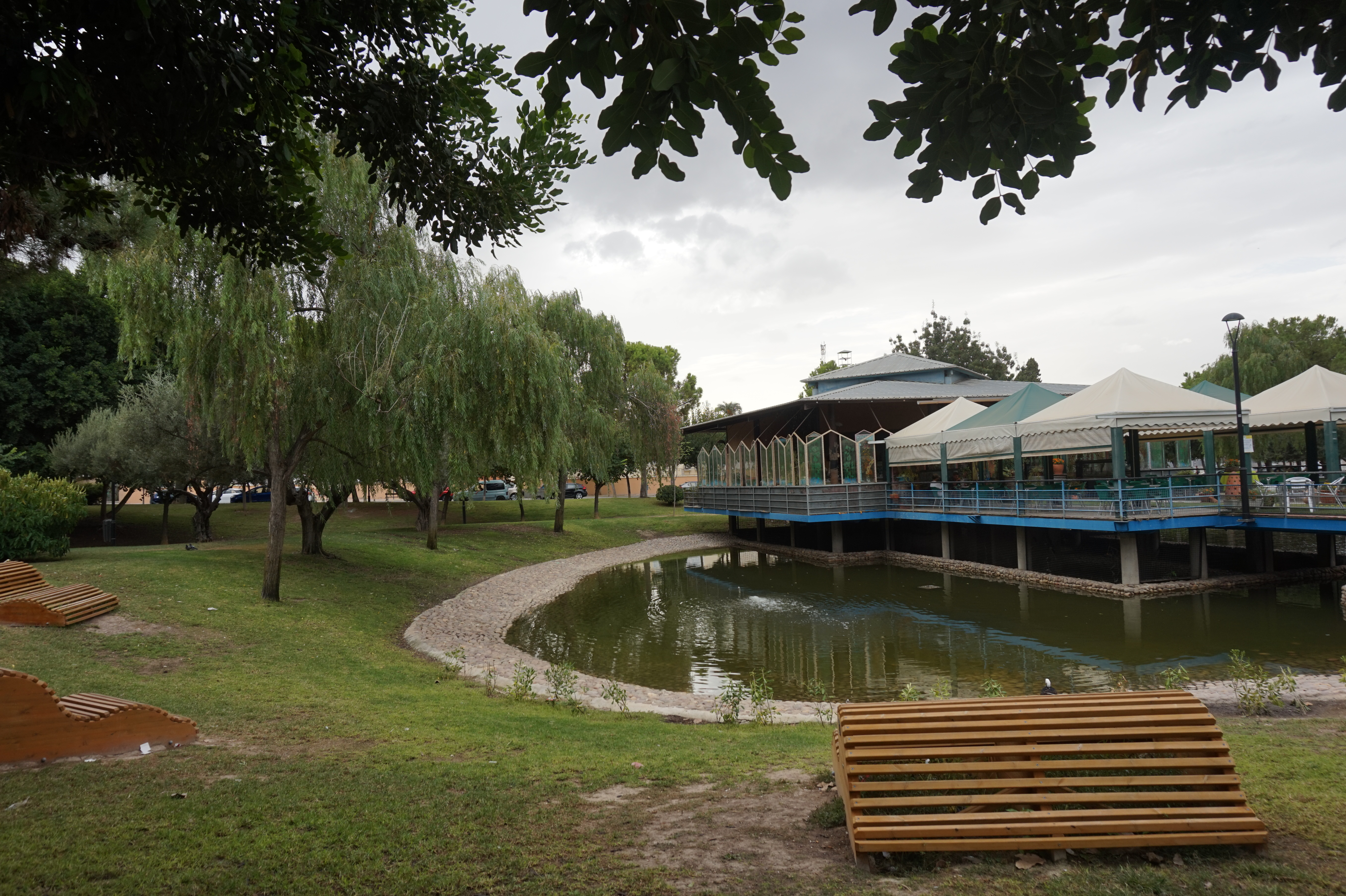
Lago oeste del Jardín de la Seda con la cafetería "Palacete de la Seda" sobre el mismo.

El 6 de diciembre de 1990 se inaugura oficialmente el nuevo jardín de la ciudad siendo alcalde de la misma José Méndez Espino. Entre los elementos importantes del nuevo parque destacó la conservación de la chimenea de la antigua fábrica de la seda que se ha convertido en un símbolo del parque y de todo el barrio. En 1999 se realiza una importante reforma de sus viales, de su vegetación y la reorganización de sus espacios internos.
Desde entonces se han realizado actuaciones puntuales que lo han ido mejorando y modernizando hasta el 2020, cuando en plena pandemia del COVID-19, se acometió una nueva profunda reforma en consonancia con el "Plan Renace" y el "Plan Alberca" impulsados ambos por el ayuntamiento. De este modo, se reformaron los dos lagos del parque, se construyeron escalinatas y tumbonas de madera junto a ellos que hacen la función de miradores, se incluyó nuevo mobiliario, juegos infantiles, merenderos y grandes pérgolas que dan sombra a la zona del auditorio que se encuentra en el centro del jardín. Además se fomentó un recorrido verde entre este jardín y los cercanos del Salitre, el de la Plaza del Rocío y el Huerto de López-Ferrer.

## Paisajismo e infraestructuras

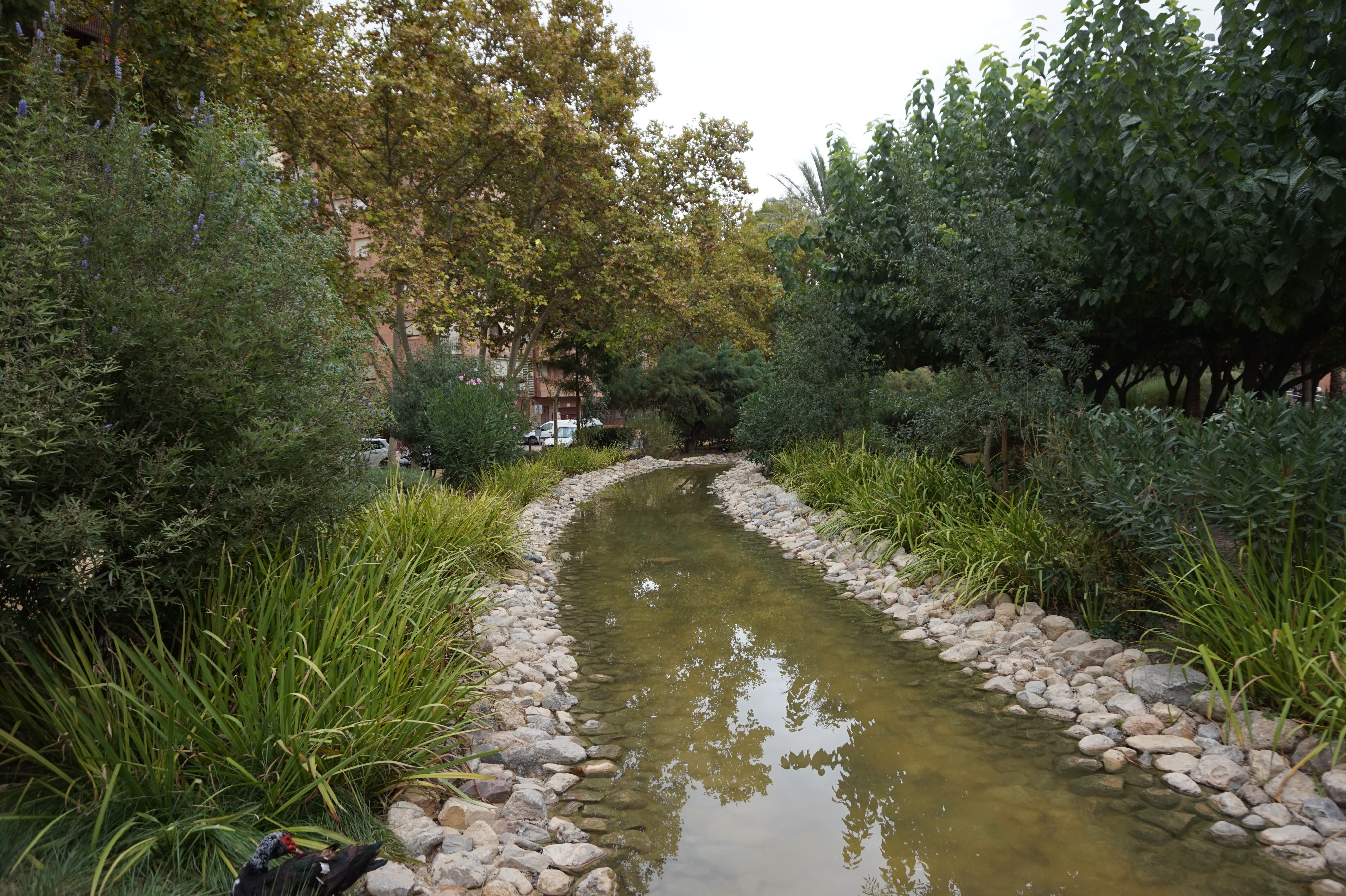
Riachuelo que comunica los dos lagos del jardín

El Jardín de la Seda se encuentra situado en el barrio de San Antón, en el centro-oeste de la capital murciana, posee una extensión de 33.670m² aproximadamente. Se estructura en la actualidad entre dos lagos artificiales unidos por un riachuelo atravesado por varios puentes para cruzar. En el lago situado más al este se conserva la chimenea de la antigua fabrica de la seda sobre cuyo solar se construyó el jardín. Sobre el lago situado al oeste se construyó un original bar/cafetería conocido como palacete de la Seda.
Alrededor del riachuelo también se ha recreado en los últimos años un paisaje de ribera fluvial. Destacan las praderas de césped del lago situado al oeste del jardín con estructuras de madera para sentarse, el jardín de moreras situado junto al riachuelo, la zona de pícnic habilitada en el pequeño pinar del parque o la rosaleda situada junto al lago oeste.
Todo el conjunto está comunicado por pasos enlosados para quienes quieran cruzar el parque de un lado a otro y caminos de albero para pasear por el interior. La infraestructura más destacada es la del auditorio entoldado para resguardar a los espectadores del sol, situado en el centro del parque. Posee una amplia explanada para albergar a los espectadores, un escenario y un conjunto de bancos con vistosos azulejos bajo un toldo vegetal de trepadoras.
Además, el conjunto está provisto de fuentes, diversas zonas para practicar gimnasia, gerontogimnasia y zonas de juego infantil entre las que destaca una pequeña tirolina.

## Flora

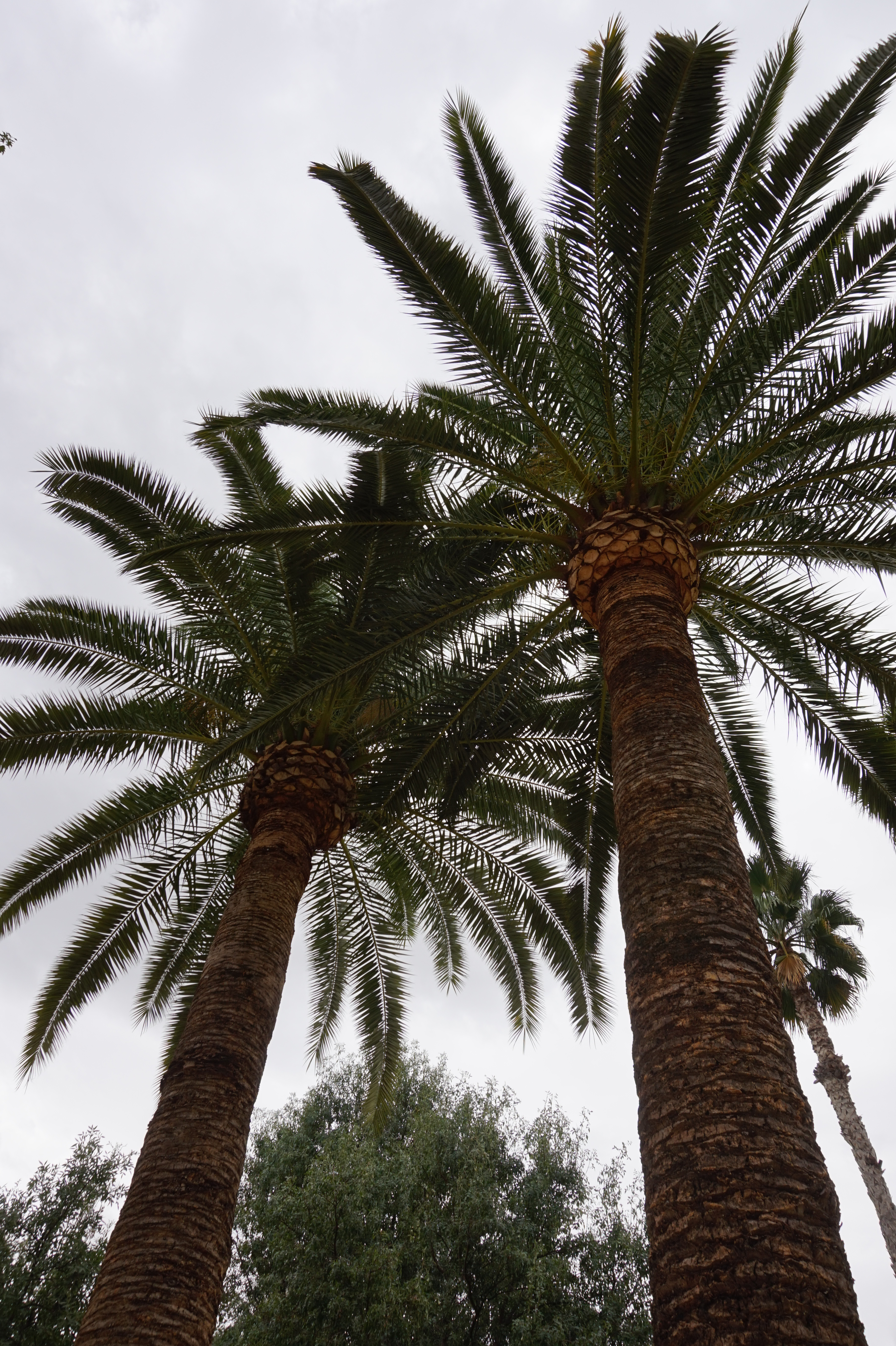
Grupo de palmeras canarias en el centro del jardín.

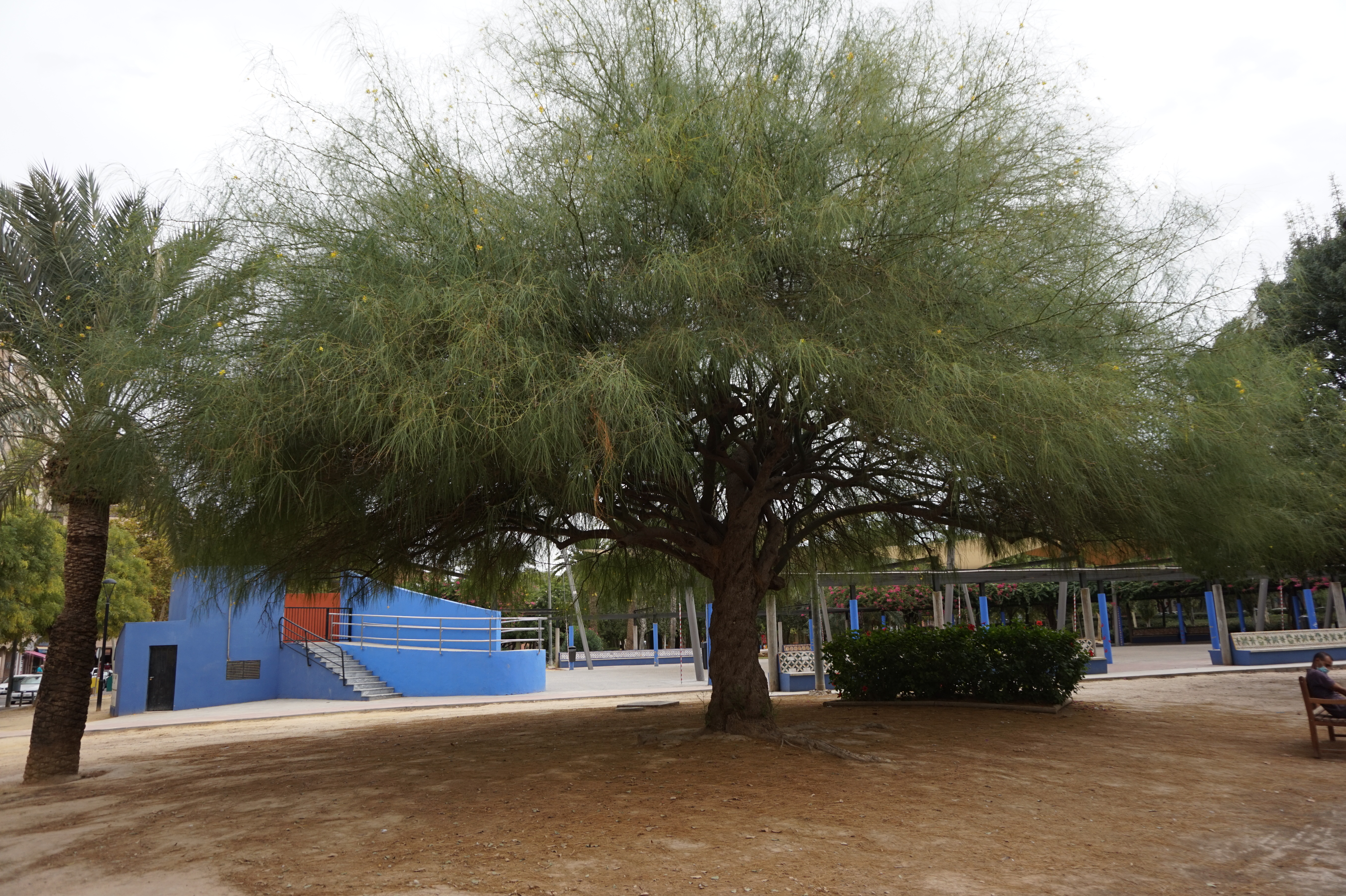
Una Parkinsonia aculeata de importante porte, es uno de los árboles más interesantes del jardín.

El Jardín de la Seda posee una buena representación de especies de flora autóctona y alóctona de Murcia entre los que destacan ejemplares de:
- Acacia del Japón (Styphnolobium japonicum)
- Algarrobo (Ceratonia siliqua)
- Almez/latonero (Celtis australis)
- Árbol botella (Ceiba speciosa)
- Baladre (Nerium oleander)
- Bauhinia (Bauhinia variegata)
- Bougainvillea (Bougainvillea glabra)
- Chopo (Populus alba)
- Ciprés (Cupressus sempervirens)
- Espinillo (Parkinsonia aculeata)[6]
- Eucalipto (Eucalyptus camaldulensis)
- Falsa pimienta (Schinus molle)
- Jacarandá (Jacaranda mimosifolia)
- Laurel de la india (Ficus benjamina)
- Morera (Morus alba)
- Palmera Canaria (Phoenix canariensis)
- Palmera datilera (Phoenix dactylifera)
- Palmera de abanico mexicana (Washingtonia robusta)
- Palmito (Chamaerops humilis)
- Pino carrasco (Pinus halepensis)
- Plátano de sombra (Platanus hispanica)
- Roble australiano (Grevillea robusta)
- Romero (Salvia rosmarinus)
- Rosal (diversos tipos)
- Sauce llorón (Salix babylonica)
- Tipa o Tipuana (Tipuana tipu)

## Fauna

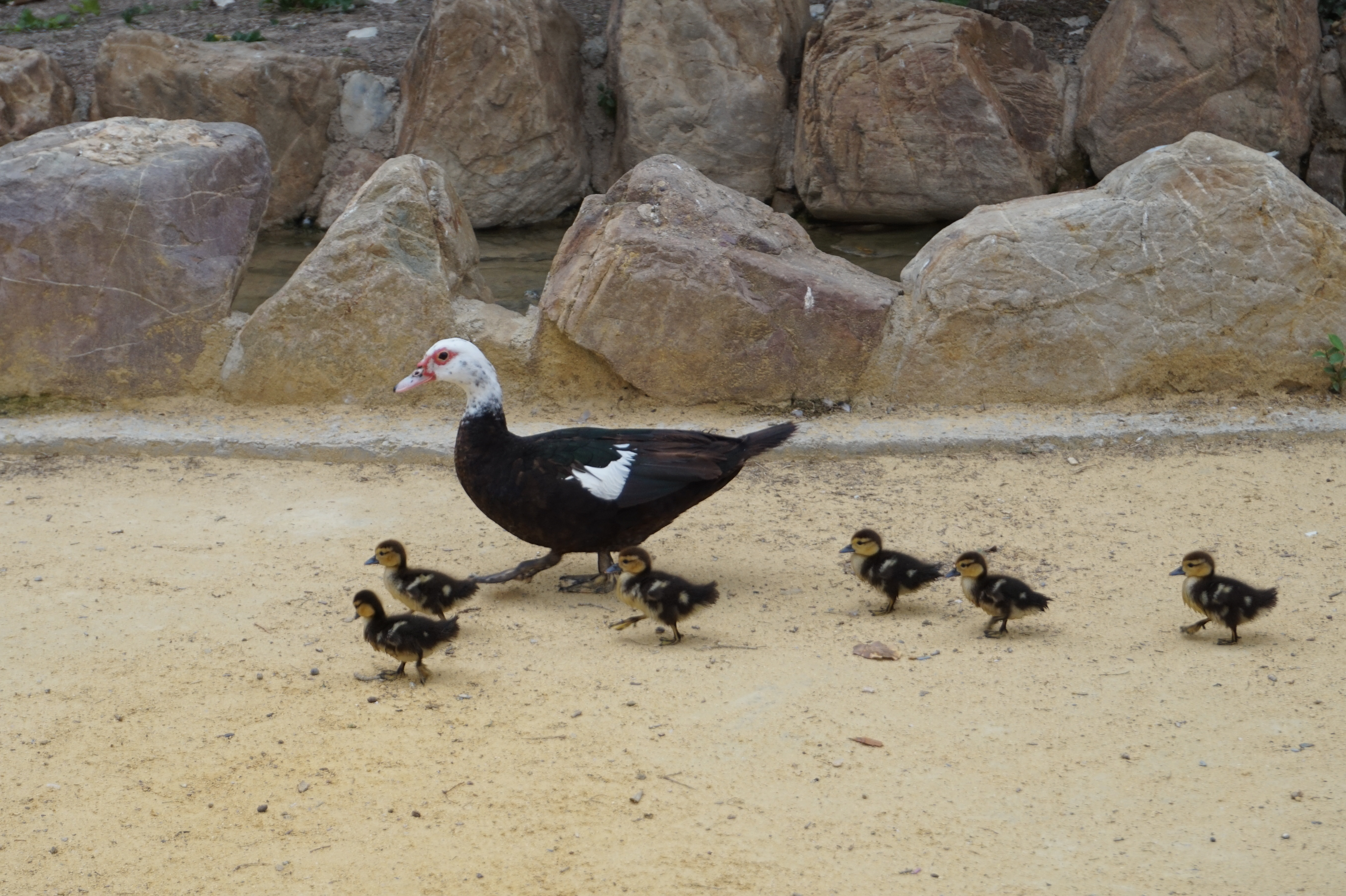
Pato con sus crías junto al riachuelo del jardín.

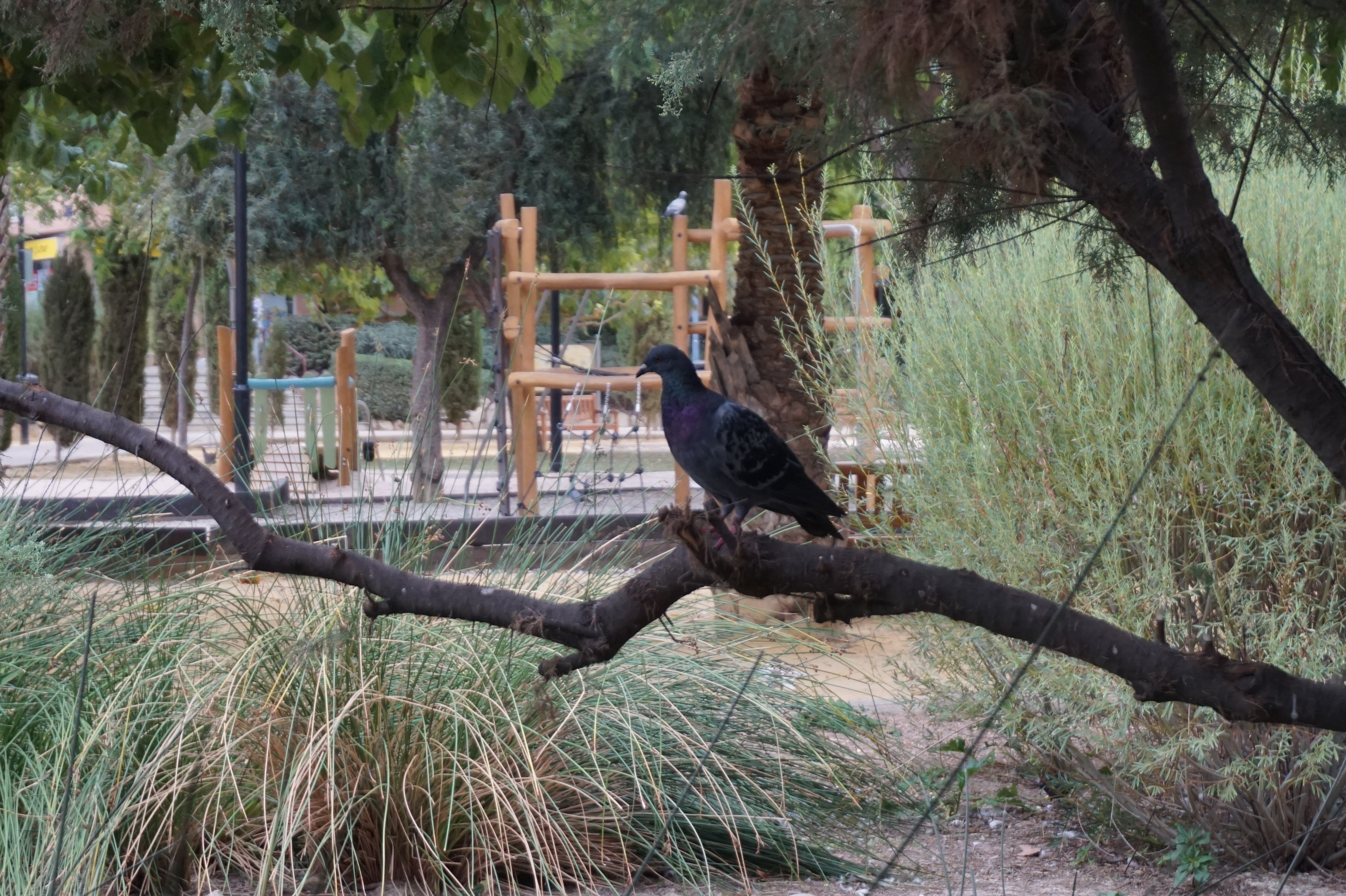
Paloma sobre las ramas de un taray junto al lago.

En el jardín habita una rica avifauna compuesta tanto por especies introducidas y cuidadas por los servicios del ayuntamiento, como por otras especies urbanas que encuentran aquí un área verde densamente arbolada que les ofrece protección y alimento. Entre las especies más comunes que se pueden observar en el parque encontramos:
- Carbonero común (Parus major)
- Cernícalo común (Falco tinnunculus)
- Galápago de Florida (Trachemys scripta) avistada en el lago.
- Gorrión común (Passer domesticus)
- Lavandera blanca (Motacilla alba)
- Mirlo común (Turdus merula)
- Paloma común (Columba livia)
- Pato común (Anas platyrhynchos)
- Pato criollo (Cairina moschata)
- Petirrojo (Erithacus rubecula)
- Tórtola común (Streptopelia turtur)
- Verdecillo (Serinus serinus)
- Verderón común (Carduelis chloris)